# Унимерь
Унимерь — село в Гаврилов-Ямском районе Ярославской области России. Входит в состав Заячье-Холмского сельского округа Заячье-Холмского сельского поселения.

## География
Село находится в юго-восточной части области, в зоне хвойно-широколиственных лесов, на правом берегу реки Которосли, к востоку от автодороги 78К-0006, на расстоянии примерно 2 километров (по прямой) к северо-востоку от города Гаврилов-Ям, административного центра района. Абсолютная высота — 127 метров над уровнем моря.

### Климат
Климат характеризуется как умеренно континентальный, с умеренно холодной зимой и относительно тёплым летом. Среднегодовая температура воздуха — 3 — 3,5 °C. Средняя температура воздуха самого холодного месяца (января) — −13,3 °C; самого тёплого месяца (июля) — 18 °C. Вегетационный период длится около 165—170 дней. Годовое количество атмосферных осадков составляет 500—600 мм, из которых большая часть выпадает в тёплый период.

## История
Одноглавый храм с шатровой колокольней в селе был построен в 1789 году на средства прихожан. В храме было два престола: во имя святой Живоначальной Троицы и во имя святителя Николая, архиепископа Мир Ликийских, чудотворца.
В конце XIX — начале XX века село входило в состав Ставотинской волости Ярославского уезда Ярославской губернии.
С 1929 года село входило в состав Вышеславского сельсовета Гаврилов-Ямского района, с 1954 года — в составе Заячье-Холмского сельсовета, с 2005 года — в составе Заячье-Холмского сельского поселения.

## Население
| 1859 | 1897 | 2007 | 2010 |
| ---- | ---- | ---- | ---- |
| 632  | ↘575 | ↘80  | ↗87  |

### Национальный состав
Согласно результатам переписи 2002 года, в национальной структуре населения русские составляли 97 % из 73 чел.

### Известные жители
- Песков, Дмитрий Иванович (1899—1943) — сапёр в Великой Отечественной войне, Герой Советского Союза (1944).

## Достопримечательности
В селе расположена действующая Церковь Троицы Живоначальной (1789).